# Nijolė Sabaitė
Nijolė Sabaitė (ur. 12 sierpnia 1950 w mieście Rosienie) – litewska lekkoatletka reprezentująca Związek Radziecki, specjalizująca się w biegach średniodystansowych, srebrna medalistka igrzysk olimpijskich z 1972 r. z Monachium, w biegu na 800 m.
W 1972 r. odznaczona Orderem „Znak Honoru”. 

## Finały olimpijskie
- 1972 – Monachium, bieg na 800 m – brązowy medal

## Inne osiągnięcia
- mistrzyni Związku Radzieckiego w biegu na 800 m – 1972, 1973
- 1968 – Lipsk, europejskie igrzyska juniorów – brązowy medal w biegu na 800 m
- 1973 – Moskwa, uniwersjada – srebrny medal w biegu na 800 m

## Rekordy życiowe
- bieg na 800 m – 1:58,65 (1972)